# Yalova (provins)

Karta över Turkiet med Yalova markerat.

Yalova är en provins i Turkiet, skapad 1995. Den har totalt 168 593 invånare (2000) och en areal på 403 km². Provinshuvudstad är Yalova.